# Claude François Bidal d'Asfeld
Claude François Bidal von Haresfeld, marchese d'Asfeld, conte d'Aveaux (Parigi, 2 luglio 1665 – Parigi, 7 marzo 1743), è stato un generale francese.

## Biografia
Figlio di Pierre, barone di Haresfeld, ricchissimo commerciante di origini francesi della Piccardia e banchiere di Cristina di Svezia, la sua famiglia aveva recentemente ricevuto la baronia di Haresfeld, nei territori svedesi di Brema, ma quando Cristina abdicò in favore del cugino Carlo Gustavo e la legge di tolleranza verso i cattolici venne abolita, la famiglia Bidal si ritrasferì in Francia, dove nacque Claude François, e il nome di barone di Haresfeld venne tradotto in Asfeld.
Bidal intraprese la carriera militare a venti anni, contro il volere del padre, dopo aver compiuti studi giuridici; ufficiale di artiglieria, grazie alle sue capacità strategiche e matematiche e al suo coraggio fisico, si fece velocemente strada attraverso la gerarchia militare francese, distinguendosi in molti combattimento contro gli inglesi e gli olandesi nelle Fiandre e in Renania: nel 1702 divenne maresciallo di campo, poi nel 1704 tenente generale e nel 1707 commendatore nell'Ordine di San Luigi.
Ebbe però un ruolo di maggiore rilievo come comandante militare durante la Guerra di successione spagnola, quando fu consigliere militare del duca di Berwick, uno dei capi dell'esercito francese. Combatté la battaglia di Almansa, in Spagna, e poi partecipò alla conquista di Tortosa e Alicante (che comandò lui stesso), all'Assedio di Barcellona e alla capitolazione di Maiorca. Dopo la guerra, a causa dei suoi alti meriti militari, fu fatto marchese d'Asfeld dal re di Spagna Filippo V e anche cavaliere dell'Ordine del Toson d'oro. Nel 1715 divenne comandante generale delle fortificazioni francesi e dimostrò per questo ruolo una straordinaria attitudine, che lo portò ad essere considerato da alcuni l'erede del Vauban e come questi diede molta importanza alla costruzione e ristrutturazione delle fortezza della frontiera, in Savoia, in Lorena e nelle Fiandre; fu poi membro del Consiglio di Guerra e comandante in capo di Guienna e in Italia.
Sempre sotto Berwick, del quale era anche intimo amico, partecipò alla Guerra di successione polacca e alla morte di questi, colpito da una palla di cannone durante l'assedio di Filisburgo, prese il comando in capo delle armate francesi oltre il Reno. Nel 1734 divenne uno dei primi Marescialli di Francia nominati da Luigi XV, che lo nominò anche conte di Avaux, che con il titolo di marchese d'Asfeld venne trasmesso ai suoi figli
Alla morte la sua salma venne inumata nella chiesa do Saint Roch a Parigi.

## Matrimoni e discendenza
Claude François si sposò due volte:
- Il 28 aprile 1717 sposò  Jeanne Louise Joly de Fleury, che lo lasciò vedovo già nel novembre di quell'anno e dalla quale non ebbe figli
- Nel settembre 1718 sposò Anna Leclerc de Lesseville (1698 - 1728), figlia di Nicolas Leclerc de Lesseville[2] dalla quale ebbe 5 figli.